# Власоњићи
Породица Власоњић је пореклом из села Горња Бистрица, код Нове Вароши. Најстарији Власоњићи за које се зна су Јоксим и Милисав Власоњић, два брата која су живела у 17. и 18. веку чији датуми рођења и смрти нису познати. Власоњићи су староседеоци села Бистрица и колико је познато они су први населили Бистрицу, а касније су се доселили и Мартиновићи, Главоњићи, Рајићи и други. Крајем 18. и почетком 19. века, наследници Милисава су се одселили у Доњу Бистрицу и Рутоше, док су једни Јоксимови наследници отишли на Златибор, а други остали у Горњој Бистрици. Власоњића има такође и у Канади, Аустралији, Америци, Русији, Замбији, итд.

## Познати Власоњићи
Најпознатији Власоњићи су били Предраг и Ненад. Предраг Власоњић је био по занимању адвокат. После доласка комуниста на власт, Предраг је постао судија Врховног суда у Београду, а током рата је био командант Партизанске јединице. Са друге стране, његов брат Ненад је био чиновник Краља Петра Карађорђевића који је заједно са породицом Карађорђевићи 1941. године отишао за Енглеску и тамо је и остао до краја живота.